# Figure Number Five
Figure Number Five es el quinto álbum de Soilwork. En este álbum, la banda introduce notoriamente un estilo más alternativo a su sonido de death metal melódico.

## Historia
Existen algunas versiones diferentes de este álbum: La edición normal consta de once canciones, la edición especial cuenta con un segundo disco compacto, el cual contiene su primer demostración del año 1997; la versión de dos discos de vinilo, la cual contiene también su disco anterior Natural Born Chaos, y la versión japonesa, que incluye como pista adicional la canción Bursting Out. 
Este álbum también cuenta con la colaboración del tecladista Sven Karlsson en las líricas. También este material ha sido considerado por sus seguidores como el más comercial, pero también es uno de los álbumes que posee un sonido más accesible a cualquier público. Sin embargo, el vocalista Björn Strid dijo que este álbum tiene muy buenas melodías pero que carece de intensidades, argumentando que pudo haber sido mucho mejor; muchos aficionados y críticos consideran que el lanzamiento de este álbum fue "muy apresurado".
Se lanzaron vídeos musicales para las canciones Rejection Role y Light the Torch. In Flames aparece en el video de Rejection Role, el cual presenta a las bandas de una forma aparentemente hostil entre sí (al principio del video, puede verse a uno de los miembros de In Flames sosteniendo un cartel que dice Sellout (vendidos). En el video de In Flames, de la canción Trigger apareció Soilwork, de la misma forma que en el video de Rejection Role, sólo que esta vez con los papeles invertidos.

## Lista de canciones
| CD 1 y la versión normal - Figure Number Five |                                      |          |  |
| N.º                                           | Título                               | Duración |  |
| 1.                                            | «Rejection Role»                     | 3:35     |  |
| 2.                                            | «Overload»                           | 3:44     |  |
| 3.                                            | «Figure Number Five»                 | 3:12     |  |
| 4.                                            | «Strangler»                          | 3:48     |  |
| 5.                                            | «Light the Torch»                    | 3:41     |  |
| 6.                                            | «Departure Plan»                     | 4:24     |  |
| 7.                                            | «Cranking the Sirens»                | 3:26     |  |
| 8.                                            | «Brickwalker»                        | 3:45     |  |
| 9.                                            | «The Mindmaker»                      | 3:32     |  |
| 10.                                           | «Distortion Sleep»                   | 3:46     |  |
| 11.                                           | «Downfall 24»                        | 3:55     |  |
| 12.                                           | «Bursting Out» (Bonus Track Japonés) | 3:33     |  |

| CD 2 exclusivo de la edición limitada - Demo 1997 |                        |          |  |
| N.º                                               | Título                 | Duración |  |
| 1.                                                | «Bound to Illusions»   | 2:49     |  |
| 2.                                                | «My Need»              | 2:55     |  |
| 3.                                                | «In a Close Encounter» | 3:02     |  |
| 4.                                                | «Skin after Skin»      | 3:23     |  |
| 5.                                                | «Wake Up Call»         | 3:45     |  |
| 6.                                                | «Steel Bath Suicide»   | 2:56     |  |

## Personal

### Miembros
- Björn "Speed" Strid − Voz
- Peter Wichers − Guitarra
- Ola Frenning − Guitarra
- Ola Flink − Bajo
- Sven Karlsson − Teclado
- Henry Ranta − Betaría

### Invitados
- Jens Broman (The Defaced, Darkane) − Voz en "Figure Number Five"
- Richard Larsson − Pandero en "Brickwalker"
- Bryan Kaschak - Guitarra en "Cranking the Sirens"

## Fechas de lanzamiento
| País           | Fecha               |
| -------------- | ------------------- |
| Europa         | 22 de abril de 2003 |
| Canadá         | 5 de mayo de 2003   |
| Estados Unidos | 5 de mayo de 2003   |